# Dolichopus subcostatus
Dolichopus subcostatus är en tvåvingeart som beskrevs av Van Duzee 1930. Dolichopus subcostatus ingår i släktet Dolichopus och familjen styltflugor.
Artens utbredningsområde är Kalifornien. Inga underarter finns listade i Catalogue of Life.